# Arnah
Arnah (tiếng Ả Rập: عرنة) là một ngôi làng của Syria ở huyện Qatana của tỉnh Rif Dimashq. Theo Cục Thống kê Trung ương Syria (CBS), Arnah có dân số 3.146 trong cuộc điều tra dân số năm 2004. Cư dân của nó chủ yếu là Druze.